# Mohamed Younis Idris
Mohamed Younis Idris (* 15. September 1989) ist ein sudanesischer Hochspringer und nationaler Rekordhalter.

## Sportliche Laufbahn
Erste internationale Erfahrungen sammelte Mohamed Younis Idris 2005 bei den Juniorenafrikameisterschaften in Radès, bei denen er mit übersprungenen 2,06 m den vierten Platz belegte. Anschließend nahm er an den Panarabischen-Meisterschaften ebendort teil und gelangte mit 2,05 m auf Rang sieben. Im Jahr darauf erreichte er bei den Panarabischen-Juniorenmeisterschaften in Kairo mit 2,00 m den fünften Platz und 2007 wurde er bei den Juniorenafrikameisterschaften in Ouagadougou mit 2,01 m erneut Vierter, ehe er bei den Panarabischen Spielen in Kairo mit 2,05 m auf dem zehnten Platz landete. 2010 nahm er erstmals an den Afrikameisterschaften in Nairobi teil und gewann dort auf Anhieb mit einer Höhe von 2,15 m die Bronzemedaille hinter dem Botswaner Kabelo Kgosiemang und Raoul Matongno aus Kamerun. Im Jahr darauf siegte er bei den Afrikaspielen in Maputo mit übersprungenen 2,25 m, ehe er bei den Arabischen Meisterschaften in al-Ain mit 2,13 m die Bronzemedaille hinter dem Katari Mutaz Essa Barshim und Majd Eddin Ghazal aus Syrien. Anschließend gewann er bei den Panarabischen Spielen in Doha mit 2,24 m die Silbermedaille hinter Barshim. 2012 gewann er bei den Afrikameisterschaften in Porto-Novo mit 2,15 m die Silbermedaille hinter dem Botswaner Kgosiemang und 2013 gewann er bei den Arabischen Meisterschaften in Doha mit einer Höhe von 2,24 m erneut die Silbermedaille hinter Barshim, ehe er bei den Weltmeisterschaften in Moskau mit 2,17 m in der Qualifikation ausschied.
2014 nahm er an den Hallenweltmeisterschaften in Sopot teil, verpasste aber auch dort mit 2,21 m den Finaleinzug. Anschließend gewann er bei den Afrikameisterschaften in Marrakesch mit übersprungenen 2,22 m die Bronzemedaille hinter Kgosiemang und dem Kameruner Fernand Djoumessi. Im Jahr darauf sicherte er sich bei den Arabischen Meisterschaften in Madinat Isa mit 2,16 m ein weiteres Mal die Silbermedaille hinter dem Katari Barshim und schied anschließend bei den Weltmeisterschaften in Peking mit 2,17 m in der Qualifikation aus. Daraufhin gewann er bei den Afrikaspielen in Brazzaville mit einer Höhe von 2,22 m die Silbermedaille hinter dem Botswaner Kgosiemang. 2016 qualifizierte er sich für die Olympischen Spiele in Rio de Janeiro, konnte aber wegen einer Knieverletzung nicht antreten. Als Teil der Serie "Giants" zeigte ein großes Kunstwerk des französischen Künstlers JR Younis Idris auf dem Aterro do Flamengo in Rio während der Olympischen Spiele. In den folgenden Jahren bestritt Younis Idris kaum noch Wettkämpfe, ehe er 2018 bei den Afrikameisterschaften in Asaba mit 2,00 m auf den neunten Platz gelangte. Im Jahr darauf nahm er ein weiteres Mal an den Afrikaspielen in Rabat teil und wurde dort mit übersprungenen 2,00 m Achter.

## Persönliche Bestleistungen
- Hochsprung: 2,28 m, 27. Mai 2015 in Namur (sudanesischer Rekord)
  - Hochsprung (Halle): 2,28 m, 23. Februar 2014 in Bordeaux (sudanesischer Rekord)